# Quiasma
Els quiasmes són els punts d'unió entre les cromàtides de dos cromosomes homòlegs; és a dir, la zona on es creuen els filaments de cromàtides no germanes (sinó de dos cromosomes diferents, però homòlegs) que s'observen en el diplotè de la primera divisó meiòtica. Es considera l'evidència citològica de l'intercanvi de material cromosòmic o entrecreuament.